# Erg Chech

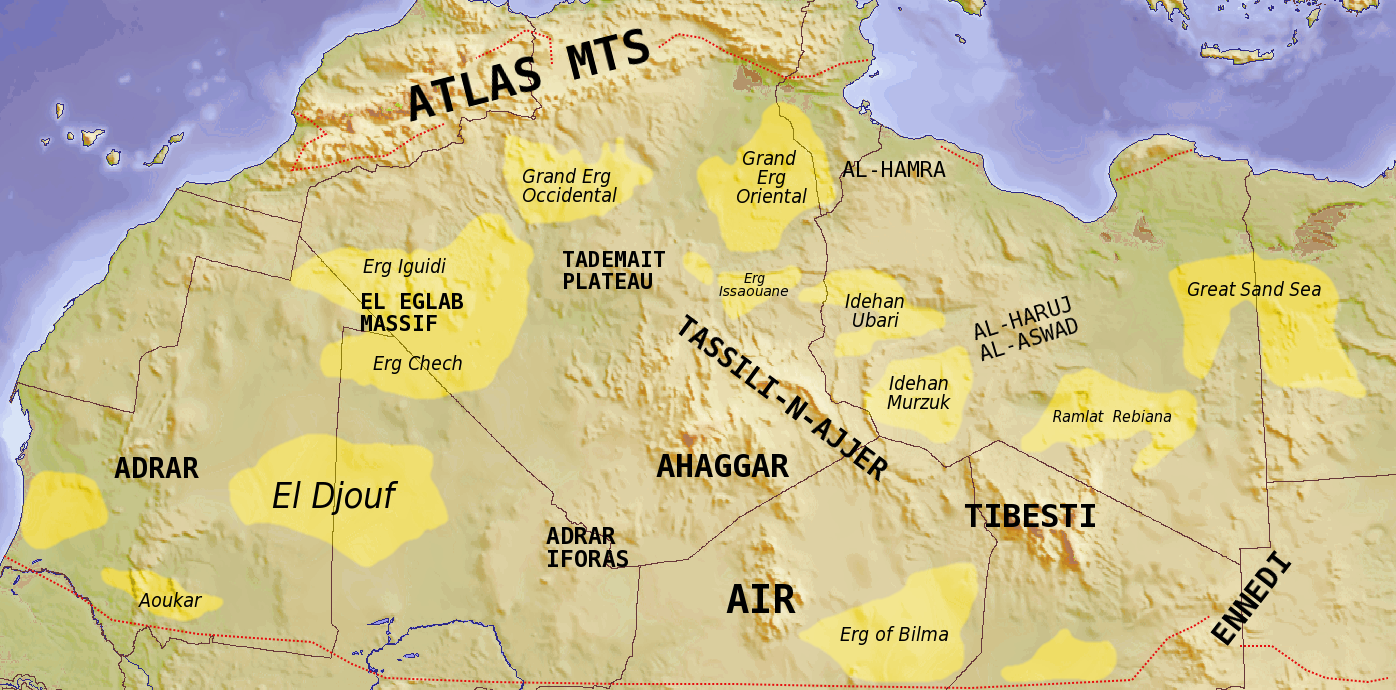
Lage des Erg Chech

Der Erg Chech, auch bekannt als Irq asch-Schaich (arabisch عرق شاش, DMG ʿIrq Šāš), ist ein Erg (Sandmeer) im Südwesten der algerischen Sahara, der sich über die Grenze in den Norden von Mali und den Osten von Mauretanien erstreckt. Der algerische Teil liegt im Gebiet der Provinzen Adrar und Bordj Badji Mokhtar. 
Der Erg Chech umgibt das Massiv des El Eglab in einem Bogen von Osten und Süden und erreicht bei etwa 1000 km Länge eine wechselnde Breite um etwa 200 km. Er bildet in Längsrichtung langgezogene parallel laufende Dünenkämme aus, die sich über Hunderte von Kilometern verfolgen lassen und jeweils drei bis zehn Kilometer Abstand voneinander halten. Die Dünenkämme überragen die Zwischenräume, die mitunter keine Sandabdeckung aufweisen, um teilweise mehr als 100 m. Im Norden geht der Erg Chech nahtlos in den Erg Iguidi und den Erg Er Raoui über. Im Osten grenzt er an den Oued Messaoud und die Tanezrouft-Ebene. Von den durch den Wind aufgetürmten Dünen abgesehen, ist das Basis-Niveau relativ eben und dessen Höhe nimmt mit der Entfernung zum El Eglab-Massiv tendenziell von etwa 350 m auf 250 m ab. In Nordmali liegt die Geländebasis im zentralen Teil bei über 300 m. Höchste Punkte ragen hier teilweise bis 500 m auf.

## Meteoriten
Chergach-Meteorit (arabisch تشيرجيك): 

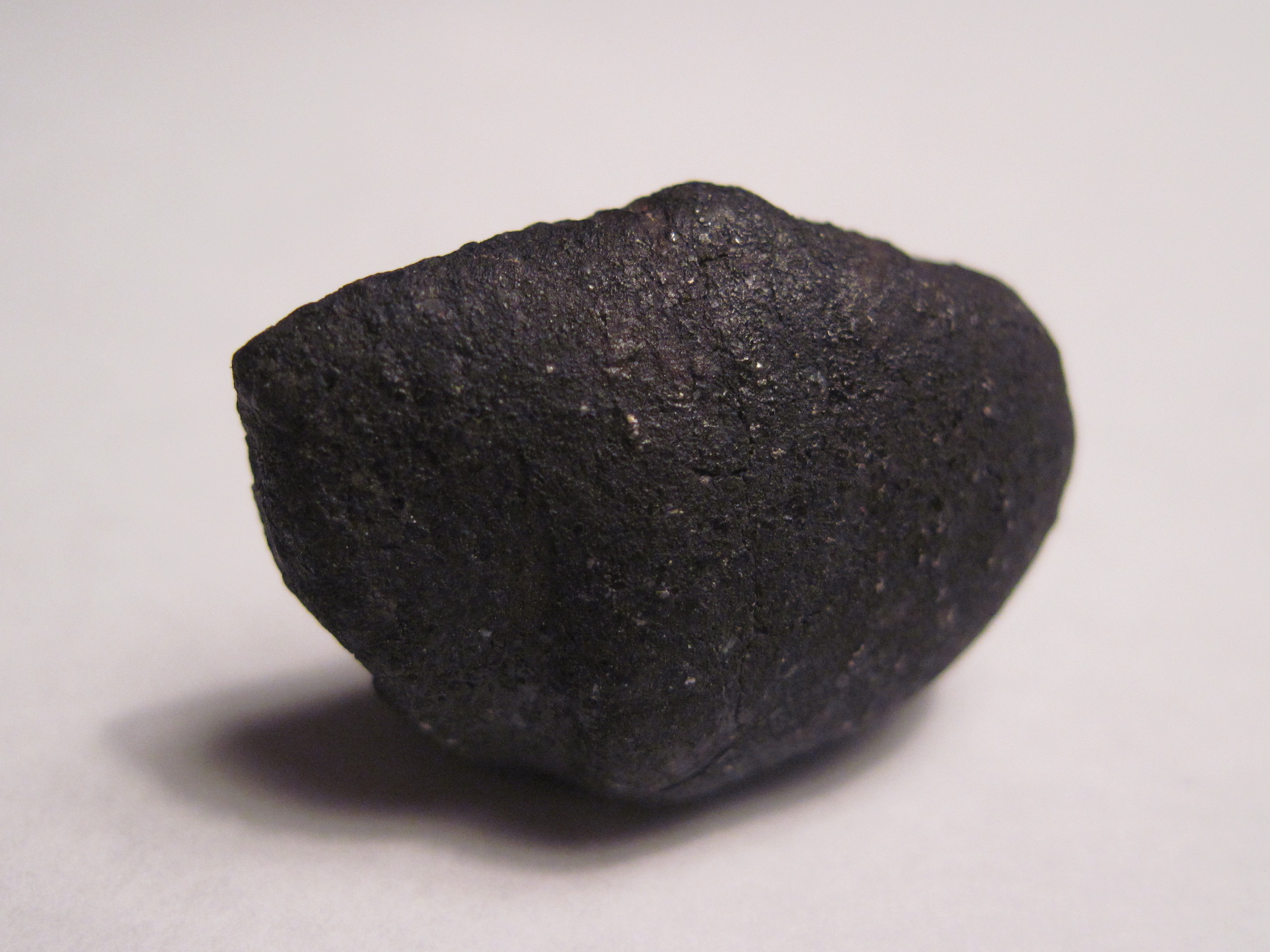
Chergach-Meteorit, gefunden am Erg Chech; verkrustetes Einzelstück mit 5,7 Gramm.

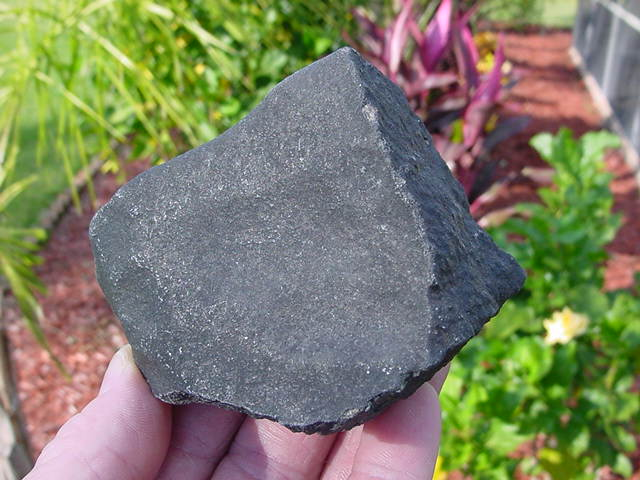
Chergach-Meteorit, Einzelstück mit 601 Gramm.

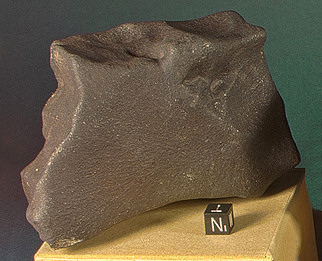
Chergach-Meteorit, Bruchstück mit 1.183 Gramm.

Im Herbst und Winter 2007 wurden auf einem Streufeld im Erg Chech nördlich von Taoudenniin Mali etwa 100 Kilogramm an Meteoritenbruchstücken des Gewöhnlichen Chondriten (H5) gesammelt. Wüstennomaden berichteten, dass im Juli jenes Jahres tagsüber mehrere Detonationen über einem weiten Gebiet zu hören waren, eine Rauchwolke gesehen wurde und mehrere Steine vom Himmel fielen, jedoch wurde kein Feuerball gemeldet. Für das Falldatum wird der 2. oder 3. Juli angegeben. Der Finder der ersten Meteoritenbruchstücke war Ouled Bleila, er starb aber im Oktober 2007 bei einem Autounfall auf dem Rückweg von der Reise zum Chergach-Streufeld. Nach Angaben der Tuareg erstreckt sich das elliptische Streufeld über eine Länge von mehr als 20 Kilometern.
Nach dem Erg Chech selbst wurden zwei weitere Meteoriten benannt, die im algerischen Teil dieser Wüste gefunden wurden:
- Unter dem Namen Erg Chech 001 firmiert ein sogenannter Diogenit (auch HED-Achondrit genannt) von insgesamt 1.266 Gramm, dessen ersten Teile gefunden im Dezember 2016 gefunden wurden.[8]
- Unter dem Namen Erg Chech 002 firmiert ein ungruppierter (also nicht näher klassifizierter) Achondrit von insgesamt knapp 31,8 kg, gefunden im Mai 2020.[9][10]